# Метеорологический вестник
«Метеорологический вестник» — российский и советский научно-популярный журнал. Издавался Метеорологической комиссией Русского географического общества с 1891 года, в 1926 году выпуск продолжило Географическое общество СССР. В сентябре 1935 года был преобразован в журнал «Метеорология и гидрология». Основателем и первым редактором (совместно с И. Б. Шпиндлером и М. А. Рыкачёвым) был А. И. Воейков.

## В XIX веке
В конце 1880-х годов в России возник живой интерес к метеорологии, особенно в её применении к сельскому хозяйству. Этот интерес проявился на собравшемся в Петербурге VIII съезде русских естествоиспытателей; на собрании в Императорском Русском географическом обществе 7 января 1890 года многие члены съезда высказались за основание метеорологического журнала; записавшиеся учредители собрали до 2000 руб. на первоначальные расходы, а затем избрали редакционный комитет, которому поручили принять меры для основания научно-популярного журнала по метеорологии. Комитет пришел к заключению, что лучше всего примкнуть к Императорскому Русскому географическому обществу, которое уже много сделало для развития метеорологии в России. Журнал стал выходить с января 1891 года и состоял из следующих отделов: 
1. специальные и популярные статьи по метеорологии, гидрологии и земному магнетизму;
2. разные известия;
3. обзор литературы;
4. обзор погоды;
5. корреспонденции;
6. приложения. В отделе печатались материалы, получаемые от метеорологической комиссии и областных сетей, особенно из сети юго-западной России.

«Метеорологический вестник» много сделал для развития интереса к метеорологии; он был первопроходцем в области обзоров погоды: лишь с 1893 года стали выходить ежемесячные бюллетени Главной физической обсерватории.